# Mario Suárez
Mario Suárez Mata (ur. 24 lutego 1987 w Madrycie) – hiszpański piłkarz występujący na pozycji pomocnika w hiszpańskim klubie Rayo Vallecano. Wychowanek Atlético Madryt, w swojej karierze grał także w takich zespołach jak Real Valladolid, Celta Vigo, RCD Mallorca, ACF Fiorentina, Watford skąd był wypożyczony do Valencii.
W lipcu 2017 podpisał kontrakt z chińskim klubem Guizhou Hengfeng Zhicheng.
Były reprezentant Hiszpanii.